# Nekrolog Mai 2003
Nekrolog
◄◄
| ◄
| 1999
| 2000
| 2001
| 2002
| 2003 | 2004 | 2005 | 2006 | 2007 | ► | ►►
Januar |
Februar |
März |
April |
Mai |
Juni |
Juli |
August |
September |
Oktober |
November |
Dezember 2003
Weitere Ereignisse | Allgemeiner Nekrolog 2003
Die Beschreibung der verstorbenen Person sollte so kurz wie möglich gehalten sein und nur deren signifikante Tätigkeit(en) enthalten.
Neue Namen ggf. auch unter dem Geburts- und Sterbedatum, also etwa unter 1. Januar und im Geburts- und Sterbejahr (2024) eintragen (nur bei entsprechender großer Wichtigkeit). Für Beispiele siehe die schon vorhandenen Artikel.
Außerdem über die fünf zuletzt Verstorbenen, zu denen es einen ausreichend guten Artikel für eine Präsentation auf der Hauptseite gibt, nach der todesbedingten Überarbeitung der Artikel ggf. auch unter Wikipedia Diskussion:Hauptseite informieren und sie am besten auch in den anderen Wikipedia-Sprachversionen eintragen. Tipp: Regelmäßig bei news.google.de nach „ist tot“, „gestorben“ oder „verstorben“ suchen.
Wenn eine Person gestorben ist, gibt es viele Seiten zu dieser Person in der Wikipedia, die davon auch betroffen sind und entsprechend aktualisiert werden müssen. Beispiele: Namenübersichtsseite, Geburtsjahr, Geburtsort-Seiten und viele mehr.
Wie finde ich die betroffenen Seiten?
Im Suchfeld auf der linken Seite gibt man den Suchbegriff so ein: „Vorname Nachname“. Dann klickt man auf Volltext und alle Seiten mit entsprechendem Suchtext werden aufgerufen. Hier sieht man dann schnell, wo auch das Todesjahr Sinn macht oder sogar ein Teil des Artikels angepasst werden muss. Auch hilft das „Werkzeug“ auf der linken Seite sehr gut, um solche Seiten aufzufinden: „Links auf diese Seite“. Somit ist die Wikipedia wieder aktuell in allen Bereichen! Hinweis: bei Eintragung der Kategorie „Gestorben JAHR“ wird der Missbrauchsfilter 49 ausgelöst, was jedoch nicht schlimm ist. Siehe: Spezial:Missbrauchsfilter/49
Dies ist eine Liste von im Mai 2003 verstorbenen bekannten Persönlichkeiten. Die Einträge erfolgen innerhalb der einzelnen Daten alphabetisch sortiert. Tiere sind im Nekrolog für Tiere zu finden.

## Mai
| Tag     | Name                                      | Beruf, bekannt als                                                                                    | Alter | Beleg |
| ------- | ----------------------------------------- | --- | ----- | ----- |
| 1. Mai  | Fred Bartell                              | deutscher Eishockeyspieler                                                                            | 42    |       |
| 1. Mai  | Wim van Est                               | niederländischer Radrennfahrer                                                                        | 80    |       |
| 1. Mai  | Edi Gieseler                              | deutscher Radrennfahrer                                                                               | 67    |       |
| 1. Mai  | Haukur Clausen                            | isländischer Sprinter                                                                                 | 74    |       |
| 1. Mai  | István Kelen                              | ungarischer Tischtennisspieler und Schriftsteller                                                     | 91    |       |
| 1. Mai  | Paul Moore                                | US-amerikanischer Bischof der Episkopalkirche der Vereinigten Staaten von Amerika                     | 83    |       |
| 1. Mai  | Rudolf Wirtz                              | deutscher Jurist und Verwaltungsbeamter                                                               | 71    |       |
| 2. Mai  | Konstantin Pawlowitsch Buteiko            | russischer Arzt                                                                                       | 80    |       |
| 2. Mai  | Mohammed Dib                              | algerischer Schriftsteller                                                                            | 82    |       |
| 2. Mai  | Blaga Dimitrowa                           | bulgarische Schriftstellerin                                                                          | 81    |       |
| 2. Mai  | Adolf Frisé                               | deutscher Journalist und Schriftsteller                                                               | 92    |       |
| 2. Mai  | Anneliese Knorr                           | deutsche Journalistin und Stadt-Galeristin                                                            | 84    |       |
| 2. Mai  | James Miller                              | britischer Kameramann und Dokumentarfilmer                                                            | 34    |       |
| 2. Mai  | Peter Laurence O’Keefe                    | britischer Botschafter                                                                                | 71    |       |
| 2. Mai  | Franz Theuer                              | österreichischer Historiker                                                                           | 80    |       |
| 3. Mai  | Paul Gerhard Aring                        | deutscher evangelischer Theologe                                                                      | 76    |       |
| 3. Mai  | Glen Culler                               | US-amerikanischer Informatiker                                                                        | 75    |       |
| 3. Mai  | Fred Eckersdorf                           | deutscher Bildhauer und Maler                                                                         | 94    |       |
| 3. Mai  | Jozef Feranec                             | slowakischer Geistlicher, Bischof von Banská Bystrica                                                 | 93    |       |
| 3. Mai  | Erich Leitow                              | deutscher Politiker (SPD), MdB                                                                        | 77    |       |
| 3. Mai  | Siegfried Mampel                          | deutscher Jurist, der sich mit dem Rechtssystem der DDR auseinandersetzte                             | 89    |       |
| 3. Mai  | Suzy Parker                               | US-amerikanische Schauspielerin und Fotomodell                                                        | 70    |       |
| 4. Mai  | Johannes Agnoli                           | deutscher Politikwissenschaftler                                                                      | 78    |       |
| 4. Mai  | Skunder Boghossian                        | äthiopischer Künstler und Kunstlehrer                                                                 | 65    |       |
| 4. Mai  | Norberto Ceresole                         | argentinischer Soziologe, Militärberater und Politikwissenschaftler                                   | 59    |       |
| 4. Mai  | Velleda Cesari                            | italienische Florettfechterin                                                                         | 83    |       |
| 4. Mai  | Lawrence Heyworth Jr.                     | US-amerikanischer Offizier, Konteradmiral der US-Navy                                                 | 82    |       |
| 4. Mai  | Bernd Holtfreter                          | deutscher Politiker (parteilos), MdA                                                                  | 52    |       |
| 4. Mai  | Konrad B. Krauskopf                       | US-amerikanischer Geochemiker und Geologe                                                             | 92    |       |
| 4. Mai  | Toivo Oikarinen                           | finnischer Skilangläufer                                                                              | 79    |       |
| 4. Mai  | Friedrich Steinbauer                      | deutscher lutherischer Missionar, Religionswissenschaftler und Anthropologe                           | 69    |       |
| 4. Mai  | Richard Trowbridge                        | britischer Konteradmiral, Gouverneur von Western Australia                                            | 83    |       |
| 04. Mai | Franz Wismayer                            | maltesischer Wasserballspieler                                                                        | 90    |       |
| 5. Mai  | Sam Bockarie                              | sierra-leonischer General der Rebellengruppe Revolutionary United Front                               | 39    |       |
| 5. Mai  | Frank D’Annolfo                           | US-amerikanischer Jazzmusiker der Swingära                                                            | 95    |       |
| 5. Mai  | Ilse Keydel                               | deutsche Fechterin                                                                                    |       |       |
| 5. Mai  | David Lewin                               | US-amerikanischer Musikwissenschaftler, Musiktheoretiker und Komponist                                | 69    |       |
| 5. Mai  | Ernst-Georg Pantel                        | deutscher Manager im Flugzeugbau                                                                      | 80    |       |
| 5. Mai  | Sultan Rachmanow                          | sowjetischer Gewichtheber, Olympiasieger                                                              | 52    |       |
| 5. Mai  | Walter Sisulu                             | südafrikanischer Politiker und Antiapartheid-Kämpfer                                                  | 90    |       |
| 6. Mai  | Steve Atkinson                            | kanadischer Eishockeyspieler                                                                          | 54    |       |
| 6. Mai  | Geoffrey Bardon                           | australischer Kunstlehrer und Begründer der Aborigines-Malschule in Papunya in Australien             |       |       |
| 6. Mai  | Oleksandr Bilasch                         | ukrainischer Komponist und Dichter                                                                    | 72    |       |
| 6. Mai  | Fritz Brenne                              | deutscher Tennisspieler                                                                               | 101   |       |
| 6. Mai  | Tito García                               | spanischer Schauspieler                                                                               | 71    |       |
| 6. Mai  | Jocelyn Herbert                           | britische Kostüm- und Bühnenbildnerin                                                                 | 86    |       |
| 6. Mai  | Stanislav Kolář                           | tschechischer Tischtennisspieler                                                                      | 91    |       |
| 6. Mai  | Hanns Hermann Lagemann                    | deutscher Politiker (CDU), MdL                                                                        | 79    |       |
| 6. Mai  | Hans Laucht                               | deutscher Ingenieur, Hamburger Hafenbaudirektor                                                       | 87    |       |
| 6. Mai  | Francis Paul McHugh                       | kanadischer Ordensgeistlicher, Prälat von Itacoatiara                                                 | 78    |       |
| 6. Mai  | Karl Pellens                              | deutscher Historiker                                                                                  | 69    |       |
| 6. Mai  | Dieter Sellmann                           | deutscher Chemiker und Autor                                                                          | 62    |       |
| 6. Mai  | Lothar Stark                              | deutscher evangelischer Pastor und Landessuperintendent                                               | 91    |       |
| 07. Mai | Frederik Kobberup Andersen                | dänischer Kanute                                                                                      | 83    |       |
| 7. Mai  | Vincent J. Freda                          | US-amerikanischer Mediziner                                                                           | 75    |       |
| 7. Mai  | Alan Green                                | britischer Grafiker, Maler und Zeichner                                                               | 70    |       |
| 7. Mai  | Eugen Härle                               | deutscher Kommunalpolitiker, Bürgermeister der Gemeinde Ilsfeld                                       | 91    |       |
| 7. Mai  | Christof Stoll                            | deutscher Unternehmer                                                                                 | 90    |       |
| 7. Mai  | Gerhard Voigtländer                       | deutscher Pflanzenbau- und Grünlandwissenschaftler                                                    | 90    |       |
| 7. Mai  | Albert Wirz                               | Schweizer Historiker                                                                                  | 59    |       |
| 7. Mai  | Mark Zeugin                               | Schweizer Grafiker, Unternehmer und Dozent                                                            | 72    |       |
| 8. Mai  | Carlo Aliprandi                           | italienischer Geistlicher, Bischof von Cuneo                                                          | 78    |       |
| 8. Mai  | Heimrad Bäcker                            | österreichischer Schriftsteller und Herausgeber                                                       | 77    |       |
| 8. Mai  | Quentin Dean                              | US-amerikanische Schauspielerin                                                                       | 58    |       |
| 08. Mai | Velma Dunn                                | US-amerikanische Wasserspringerin                                                                     | 88    |       |
| 8. Mai  | Hans Adolf Halbey                         | deutscher Dichter und Lyriker                                                                         | 80    |       |
| 9. Mai  | Katharina Dobler                          | österreichische Volkskundlerin und Volkskultur-Aktivistin                                             | 84    |       |
| 9. Mai  | Hans Engnestangen                         | norwegischer Eisschnellläufer                                                                         | 95    |       |
| 9. Mai  | Louis Henri Marie Ferrand                 | französischer Geistlicher, Erzbischof von Tours                                                       | 97    |       |
| 9. Mai  | Jack Gelber                               | US-amerikanischer Dramatiker                                                                          | 71    |       |
| 9. Mai  | Walter Koschatzky                         | österreichischer Kunsthistoriker                                                                      | 81    |       |
| 9. Mai  | Russell B. Long                           | US-amerikanischer Politiker                                                                           | 84    |       |
| 9. Mai  | Alexei Sidorowitsch Medwedew              | sowjetischer Gewichtheber                                                                             | 75    |       |
| 10. Mai | Oleh Halkin                               | sowjetischer Radrennfahrer                                                                            | 38    |       |
| 10. Mai | Fritz Hörnig                              | deutscher Politiker (CDU) und Verwaltungsbeamter                                                      | 72    |       |
| 10. Mai | Heinz Oestergaard                         | deutscher Modedesigner                                                                                | 86    |       |
| 10. Mai | Miklós Óvári                              | ungarischer kommunistischer Politiker, Mitglied des Parlaments                                        | 77    |       |
| 10. Mai | Adolfo Rodríguez Herrera                  | kubanischer Geistlicher, Erzbischof von Camagüey                                                      | 79    |       |
| 10. Mai | Hans Sabel                                | deutscher Komponist, Musikpädagoge und Autor                                                          | 90    |       |
| 10. Mai | Heinrich Schipperges                      | deutscher Medizinhistoriker und Medizintheoretiker                                                    | 85    |       |
| 10. Mai | Wilhelm Schneider                         | deutscher Lehrer und Politiker (SPD), MdL Bayern                                                      | 87    |       |
| 10. Mai | Ambros Speiser                            | Schweizer Informatiker                                                                                | 80    |       |
| 10. Mai | Milan Vukcevich                           | jugoslawischer Schachspieler und -komponist, Metallurg und Hochschullehrer                            | 66    |       |
| 11. Mai | Néstor Garay                              | argentinischer Schauspieler                                                                           | 72    |       |
| 11. Mai | Hyam Isaacs                               | südafrikanischer Physiologe                                                                           | 76    |       |
| 11. Mai | Noel Redding                              | britischer Gitarrist und Bassist                                                                      | 57    |       |
| 11. Mai | John H. Rousselot                         | US-amerikanischer Politiker                                                                           | 75    |       |
| 11. Mai | James Shumway                             | US-amerikanischer Politiker                                                                           | 63    |       |
| 12. Mai | Sadruddin Aga Khan                        | iranisch-französisch-schweizerischer Flüchtlingshochkommissar der Vereinten Nationen (1965–1977)      | 70    |       |
| 12. Mai | Jim Clunie                                | schottischer Fußballspieler und -trainer                                                              | 69    |       |
| 12. Mai | Erhardt Hentschel                         | deutscher Polizeioffizier und Generalmajor der Volkspolizei                                           | 82    |       |
| 12. Mai | Stanley Lay                               | neuseeländischer Speerwerfer                                                                          | 96    |       |
| 12. Mai | Renate Riemeck                            | deutsche Historikerin und Friedensaktivistin                                                          | 82    |       |
| 12. Mai | Don Ryder, Baron Ryder of Eaton Hastings  | britischer Geschäftsmann und Labour Peer                                                              | 86    |       |
| 12. Mai | Max Seither                               | deutscher Politiker (SPD), MdB                                                                        | 89    |       |
| 12. Mai | Douglas James Shearman                    | britischer Geologe und Sedimentologe                                                                  | 84    |       |
| 12. Mai | Bross Townsend                            | US-amerikanischer Blues- und Jazzmusiker                                                              | 69    |       |
| 12. Mai | Kurt Vogel                                | deutscher General                                                                                     | 94    |       |
| 13. Mai | Nakamura Taizaburō                        | japanischer Kampfsportler                                                                             |       |       |
| 13. Mai | Hans Schultz                              | Schweizer Rechtswissenschaftler sowie Hochschullehrer                                                 | 91    |       |
| 13. Mai | Maria Schwarzenbacher                     | österreichische Skirennläuferin                                                                       | 76    |       |
| 13. Mai | René Voillaume                            | französischer katholischer Geistlicher und Ordensgründer                                              | 97    |       |
| 14. Mai | Tranquilo Cappozzo                        | argentinischer Ruderer                                                                                | 85    |       |
| 14. Mai | Dave DeBusschere                          | US-amerikanischer Basketballspieler                                                                   | 62    |       |
| 14. Mai | Otto Edelmann                             | österreichischer Opernsänger (Bassbariton)                                                            | 86    |       |
| 14. Mai | Wendy Hiller                              | britische Schauspielerin                                                                              | 90    |       |
| 14. Mai | Pepper LaBeija                            | US-amerikanische Drag Queen und Modedesignerin                                                        | 54    |       |
| 14. Mai | Minarni                                   | indonesische Badmintonspielerin                                                                       | 59    |       |
| 14. Mai | Robert Stack                              | US-amerikanischer Filmschauspieler                                                                    | 84    |       |
| 15. Mai | Silla Bettini                             | italienischer Schauspieler                                                                            | 80    |       |
| 15. Mai | June Carter Cash                          | US-amerikanische Country-Sängerin                                                                     | 73    |       |
| 15. Mai | Constantin Dăscălescu                     | rumänischer Politiker                                                                                 | 79    |       |
| 15. Mai | Desmond Dreyer                            | britischer Seeoffizier                                                                                | 93    |       |
| 15. Mai | Diether Gotthold Roland Findeisen         | deutscher Arzt und Autor                                                                              | 81    |       |
| 15. Mai | Martin Gundolf                            | österreichischer Bildhauer und Postbediensteter                                                       | 74    |       |
| 15. Mai | Dieter Hesselberger                       | deutscher Rechtswissenschaftler und Richter am Bundesgerichtshof                                      | 63    |       |
| 15. Mai | Heinrich Kühne                            | deutscher Historiker                                                                                  | 92    |       |
| 15. Mai | Eddy Saller                               | österreichischer Filmregisseur und Drehbuchautor                                                      | 73    |       |
| 15. Mai | Günter Sauerbrey                          | deutscher Physiker                                                                                    | 70    |       |
| 15. Mai | Rik Van Steenbergen                       | belgischer Radrennfahrer                                                                              | 78    |       |
| 15. Mai | Rune Waldekranz                           | schwedischer Film-Produktionsleiter                                                                   | 91    |       |
| 16. Mai | William Charles Anderson                  | US-amerikanischer Science-Fiction-Autor                                                               | 83    |       |
| 16. Mai | Karl Hetzel                               | deutscher Rosenzüchter                                                                                |       |       |
| 16. Mai | Reinhard Walter Kaplan                    | deutscher Mikrobiologe                                                                                |       |       |
| 16. Mai | Hanno Kühnert                             | deutscher Jurist, Journalist und Schriftsteller                                                       | 69    |       |
| 16. Mai | Hannelore Marschall-Oehmichen             | deutsche Puppenschnitzerin, Synchronsprecherin und Theaterleiterin                                    | 72    |       |
| 16. Mai | Mark McCormack                            | US-amerikanischer Sportmarketing-Manager                                                              | 72    |       |
| 16. Mai | Ferdinand Pfammatter                      | Schweizer Architekt                                                                                   |       |       |
| 16. Mai | Bogdan Śliwa                              | polnischer Schachmeister                                                                              | 80    |       |
| 17. Mai | Manfred Raumberger                        | deutscher Bildhauer, Skulpturenkünstler, Bronzegießer und Maler                                       | 71    |       |
| 17. Mai | Edith Carlmar                             | norwegische Schauspielerin, Aufnahmeleiterin und Filmregisseurin                                      | 91    |       |
| 17. Mai | Irene Gut Opdyke                          | polnische Krankenschwester, Gerechte unter den Völkern und Autorin                                    | 81    |       |
| 17. Mai | Luigi Pintor                              | italienischer Journalist, Publizist und Politiker                                                     | 77    |       |
| 17. Mai | Moses Rosenkranz                          | deutschsprachiger Dichter                                                                             | 98    |       |
| 18. Mai | Kilian J. Healy                           | US-amerikanischer Geistlicher, Generalprior des Ordens der Karmeliter                                 | 90    |       |
| 18. Mai | Javier Pulgar Vidal                       | peruanischer Geograph                                                                                 | 92    |       |
| 18. Mai | Albert Richard Sendrey                    | US-amerikanischer Komponist, Dirigent und Arrangeur                                                   | 91    |       |
| 18. Mai | Marlen Spindler                           | russischer Künstler                                                                                   | 72    |       |
| 18. Mai | Teodoro Úbeda Gramage                     | spanischer Geistlicher, katholischer Bischof                                                          | 71    |       |
| 19. Mai | Camoflauge                                | US-amerikanischer Rapper                                                                              | 21    |       |
| 19. Mai | Paul Hagen                                | dänischer Schauspieler                                                                                | 83    |       |
| 19. Mai | Ludwig Lachner                            | deutscher Fußballspieler und -trainer                                                                 | 92    |       |
| 19. Mai | Alexander Wiktorowitsch Miroschnitschenko | kasachischer Boxer                                                                                    | 39    |       |
| 19. Mai | Henry Rappaport                           | US-amerikanischer Onkologe                                                                            | 90    |       |
| 19. Mai | Gerhard Rost                              | deutscher Geistlicher, Bischof der Selbständigen Evangelisch-lutherischen Kirche (SELK)               | 81    |       |
| 19. Mai | Erik Zimen                                | schwedischer Biologe, Fachgebiete vergleichende Verhaltensforschung und Evolution der Haustierwerdung | 62    |       |
| 20. Mai | Udo Dammert                               | deutscher klassischer Pianist und Kunstsammler                                                        | 99    |       |
| 20. Mai | Walter Höllerer                           | deutscher Schriftsteller, Literaturkritiker und Literaturwissenschaftler                              | 80    |       |
| 20. Mai | Joe Guitar Hughes                         | US-amerikanischer Blues-Gitarrist                                                                     | 65    |       |
| 20. Mai | Dieter Kerschek                           | deutscher Journalist und Parteifunktionär in der DDR                                                  | 74    |       |
| 20. Mai | Michael Praphon Chaicharoen               | thailändischer katholischer Ordenspriester, Bischof von Surat Thani                                   | 73    |       |
| 20. Mai | Paul Termos                               | niederländischer Musiker und Komponist                                                                | 51    |       |
| 20. Mai | Johann Wirtz                              | deutscher Landwirt und Politiker (CDU)                                                                | 89    |       |
| 21. Mai | Dieter Carls                              | deutscher Hörspiel-Regisseur                                                                          | 64    |       |
| 21. Mai | Hermann A. Haus                           | US-amerikanischer Physiker                                                                            | 77    |       |
| 21. Mai | Friedrich Hohenschwert                    | deutscher Prähistoriker                                                                               | 82    |       |
| 21. Mai | Pierre Nguyên Van Nho                     | vietnamesischer Geistlicher, Koadjutorbischof von Nha Trang                                           | 66    |       |
| 21. Mai | Alejandro de Tomaso                       | argentinischer Gründer und Präsident des Sportwagenherstellers De Tomaso Modena S.p.A                 | 74    |       |
| 21. Mai | Frank D. White                            | US-amerikanischer Politiker                                                                           | 69    |       |
| 22. Mai | Packiam Arokiaswamy                       | indischer Geistlicher, Bischof von Tanjore                                                            | 82    |       |
| 22. Mai | Otto Bennemann                            | deutscher Politiker (SPD), MdL                                                                        | 99    |       |
| 22. Mai | Erich Rauch                               | österreichischer Arzt                                                                                 | 80    |       |
| 23. Mai | Geoffrey Bawa                             | sri-lankischer Anwalt und Architekt                                                                   | 83    |       |
| 23. Mai | Fred W. Berger                            | US-amerikanischer Filmeditor                                                                          | 94    |       |
| 23. Mai | Hans Fahning                              | deutscher Wirtschafts- und Politikwissenschaftler                                                     | 77    |       |
| 23. Mai | Matthew Henry Gault                       | kanadischer Mediziner                                                                                 |       |       |
| 23. Mai | Erwin Huber                               | deutscher Leichtathlet                                                                                | 96    |       |
| 23. Mai | Horst Friedrich Mayer                     | österreichischer Historiker, Journalist und Fernsehmoderator                                          | 66    |       |
| 23. Mai | Michael Pössinger                         | deutscher Militär und Weltmeister im Bobfahren                                                        | 84    |       |
| 23. Mai | Jean Yanne                                | französischer Schauspieler, Regisseur, Drehbuchautor                                                  | 69    |       |
| 24. Mai | Edward Bogusławski                        | polnischer Komponist und Musikpädagoge                                                                | 62    |       |
| 24. Mai | François Boyer                            | französischer Autor                                                                                   | 83    |       |
| 24. Mai | Robert Enders                             | deutscher Künstler und Kunsterzieher                                                                  |       |       |
| 24. Mai | Eve Gramatzki                             | deutsch-französische Grafikerin                                                                       | 67    |       |
| 24. Mai | Iwanka Grybtschewa                        | bulgarische Filmregisseurin                                                                           | 56    |       |
| 24. Mai | Rachel Kempson                            | englische Schauspielerin                                                                              | 92    |       |
| 24. Mai | Hans-Werner Kock                          | deutscher Journalist und Fernsehmoderator                                                             | 73    |       |
| 24. Mai | Richard McGarvie                          | australischer Rechtsanwalt, Richter und Gouverneur von Victoria                                       | 77    |       |
| 24. Mai | Anthony G. E. Pearse                      | britischer Mediziner                                                                                  | 86    |       |
| 24. Mai | Arne Skouen                               | norwegischer Journalist, Regisseur, Drehbuchautor und Autor                                           | 89    |       |
| 25. Mai | Alfred Bachmann                           | österreichischer Polizeibeamter und Paläontologe                                                      | 76    |       |
| 25. Mai | Richard A. Gardner                        | US-amerikanischer Kinderpsychiater                                                                    | 72    |       |
| 25. Mai | Irena Jurgielewiczowa                     | polnische Dramatikerin, Prosaschriftstellerin und Drehbuchautorin                                     | 100   |       |
| 25. Mai | George Edward Lynch                       | US-amerikanischer katholischer Bischof                                                                | 86    |       |
| 25. Mai | Hartmut Müller-Kinet                      | deutscher Historiker und Staatssekretär                                                               | 64    |       |
| 25. Mai | Jeremy Michael Ward                       | US-amerikanischer Musiker                                                                             | 27    |       |
| 25. Mai | Bill Paschal                              | US-amerikanischer American-Football-Spieler                                                           | 81    |       |
| 25. Mai | Laurette Séjourné                         | franco-mexikanische Altamerikanistin                                                                  |       |       |
| 25. Mai | Karl Heinz Willschrei                     | deutscher Drehbuchautor                                                                               | 64    |       |
| 25. Mai | Sloan Wilson                              | US-amerikanischer Schriftsteller                                                                      | 83    |       |
| 26. Mai | Melitta Brunner                           | österreichische Eiskunstläuferin                                                                      | 96    |       |
| 26. Mai | Almir Chediak                             | brasilianischer Gitarrist und Komponist                                                               | 52    |       |
| 26. Mai | Erika Fromm                               | deutsch-US-amerikanische Psychologin                                                                  | 92    |       |
| 26. Mai | Gerald Hawkins                            | britischer Astronomiehistoriker                                                                       | 75    |       |
| 26. Mai | Edwin Roy Kinch                           | kanadischer römisch-katholischer Priester                                                             | 84    |       |
| 26. Mai | Lise Panduro                              | dänische Schauspielerin                                                                               | 75    |       |
| 27. Mai | Luciano Berio                             | italienischer Komponist                                                                               | 77    |       |
| 27. Mai | François Bondy                            | Schweizer Essayist, Literaturkritiker und Journalist                                                  | 88    |       |
| 27. Mai | Mac Colville                              | kanadischer Eishockeyspieler und -trainer                                                             | 87    |       |
| 27. Mai | Stellan Nilsson                           | schwedischer Fußballspieler                                                                           | 81    |       |
| 27. Mai | Kurt van der Walde                        | deutscher Lehrer und Widerstandskämpfer gegen den Nationalsozialismus                                 | 88    |       |
| 28. Mai | Friedrich W. Bauschulte                   | deutscher Schauspieler und Synchronsprecher                                                           | 80    |       |
| 28. Mai | Alexander Heimann                         | Schweizer Schriftsteller                                                                              | 65    |       |
| 28. Mai | Jeffrey Paul Hillelson                    | US-amerikanischer Politiker                                                                           | 84    |       |
| 28. Mai | Oleg Grigorjewitsch Makarow               | sowjetischer Ingenieur und Kosmonaut                                                                  | 70    |       |
| 28. Mai | Román Peña                                | dominikanischer Komponist, Geiger und Gitarrist                                                       | 82    |       |
| 28. Mai | Ilya Prigogine                            | russisch-belgischer Physikochemiker                                                                   | 86    |       |
| 28. Mai | Günther Schiedlausky                      | deutscher Kunsthistoriker                                                                             | 95    |       |
| 28. Mai | Martha Scott                              | US-amerikanische Schauspielerin                                                                       | 90    |       |
| 28. Mai | Otto Friedrich Winter                     | österreichischer Historiker und Politiker                                                             | 85    |       |
| 29. Mai | Olimpia Di Nardo                          | italienische Schauspielerin und Sängerin                                                              | 55    |       |
| 29. Mai | Thelma Grigg                              | australische Schauspielerin                                                                           | 91    |       |
| 29. Mai | Karlheinz Idelberger                      | deutscher Mediziner                                                                                   | 94    |       |
| 29. Mai | David Jefferies                           | britischer Motorradrennfahrer                                                                         | 30    |       |
| 29. Mai | Alfred Kölz                               | Schweizer Rechtswissenschaftler                                                                       | 59    |       |
| 29. Mai | Pierre Restany                            | französischer Kunsthistoriker                                                                         | 72    |       |
| 29. Mai | Robert Stafford                           | US-amerikanischer Filmeditor                                                                          | 93    |       |
| 29. Mai | Jean Sutton                               | US-amerikanische Science-Fiction-Autorin                                                              | 87    |       |
| 29. Mai | Hans Peter Willberg                       | deutscher Typograf, Illustrator, Buchgestalter, Hochschullehrer und Fachautor                         | 72    |       |
| 30. Mai | Haskell Boggs                             | US-amerikanischer Kameramann                                                                          | 94    |       |
| 30. Mai | Tommy Mitchell                            | US-amerikanischer Bassposaunist                                                                       |       |       |
| 30. Mai | Mochizuki Minoru                          | japanischer Kampfsportler, Begründer des Yoseikan Budo                                                | 96    |       |
| 30. Mai | Mickie Most                               | englischer Produzent und Musikverleger                                                                | 64    |       |
| 30. Mai | Irene von Mühlendahl                      | deutsche Rundfunkmoderatorin                                                                          | 91    |       |
| 30. Mai | Günter Pfitzmann                          | deutscher Schauspieler und Kabarettist                                                                | 79    |       |
| 30. Mai | Bernfried Schlerath                       | deutscher Sprachwissenschaftler                                                                       | 79    |       |
| 30. Mai | Armin A. Wallas                           | österreichischer Literaturwissenschaftler                                                             | 41    |       |
| 31. Mai | Nicolas Barone                            | französischer Radrennfahrer                                                                           | 72    |       |
| 31. Mai | Francesco Colasuonno                      | italienischer Geistlicher und Apostolischer Nuntius in Italien und San Marino                         | 78    |       |
| 31. Mai | Rolf Linnenkamp                           | deutscher Kunsthistoriker                                                                             | 77    |       |
| 31. Mai | Anthony Stodart, Baron Stodart of Leaston | schottischer Politiker (Conservative Party), Mitglied des House of Commons                            | 86    |       |
| 31. Mai | Rudolf Tamm                               | estnischer Radrennfahrer                                                                              | 91    |       |
| Mai     | Bärbl Bergmann                            | deutsche Filmregisseurin                                                                              | 71    |       |
| Mai     | Johanna Budwig                            | deutsche Apothekerin und Chemikerin                                                                   | 94    |       |
| Mai     | Alec Burns                                | britischer Langstreckenläufer                                                                         | 95    |       |
| Mai     | Heinrich Eberhardt                        | deutscher Maler, Graphiker und Kunstpädagoge                                                          | 83    |       |
| Mai     | Freddie Logan                             | britischer Jazzmusiker (Kontrabass)                                                                   |       |       |